# Madrid–Barcelona nagysebességű vasútvonal
A Madrid–Barcelona nagysebességű vasútvonal egy 630 km hosszú, kétvágányú, 25 kV 50 Hz-cel villamosított, 1435 mm nyomtávolságú spanyol nagysebességű vasútvonal Madrid és Barcelona között, és tovább a franciaországi Perpignanig. A vonalon a vonatok 300 km/h maximális sebességgel közlekednek, és a 630 km-es távolságot a leggyorsabb, a köztes megállóknál meg nem álló járatok mindössze 2 óra 30 perc alatt teszik meg. A vonal Barcelonáig 2008 végére készült el.

## Az első szakaszok
2003-ban fejeződött be Madridtól a francia határig (Madrid-Zaragoza-Lleida) tartó új normál nyomtávolságú vasútvonal első szakaszának építése, és ugyanezen év október 11-én megkezdődött a kereskedelmi forgalom. Ez a szolgáltatás megállt Guadalajara-Yebes és Calatayud állomásokon is. A szolgáltatás csak 200 km/h sebességgel indult. Két év üzemelés után, 2006. május 19-én a sebességet 250 km/h-ra emelték, amikor a spanyol ASFA jelzőrendszert az új európai ETCS/ERTMS rendszer 1. szintjére cserélték. 2006. október 16-án a vonatok működési sebessége ezen a vonalon 280 km/h-ra nőtt.
Az AVE 2006. december 18-án kezdte meg működését Camp de Tarragona felé, és 2007. május 7-én a szolgáltatás a vonalon megengedett legnagyobb sebességre, 300 km/h-ra növelte a sebességét. Tarragona így 30 percre került Lleidától. A barcelonai meghosszabbítás műszaki problémák miatt többször is késett; a Ministerio de Fomento eredetileg 2007 végére prognosztizálta az AVE barcelonai érkezését.

## Teljes üzemelés
A teljes vonalat 2008 februárjában adták át. 2012-től naponta tizenhét pár vonat közlekedik reggel 6 és este 9 óra között, és a közvetlen vonatok 2 óra 37 perc alatt, míg az összes közbenső állomáson megálló vonatok 3 óra 10 perc alatt teszik meg a két város közötti távolságot. A nagysebességű vonal megépítése előtt a két város közötti út több mint hat órát vett igénybe; amikor pedig a nagysebességű vonal már elérte Tarragonát, az utazás 3 óra 45 percre csökkent az Alvia járattal (RENFE 120 sorozat), amely a hagyományos vonalon folytatta útját Tarragonától Barcelonáig a nyomtávváltás után.

## Sebesség
Az eredeti előrejelzések szerint a vonal 2004-ben Barcelonába érve 350 km/h sebességgel fog közlekedni, ami az ETCS/ERTMS 2. szintjének felszerelése után a Talgo/Bombardier AVE S102-t felváltó új Siemens AVE vonatok maximális sebessége. Ám az AVE első napján, amikor 300 km/h sebességgel közlekedett Tarragona felé, Magdalena Álvarez közmunkaügyi miniszter kijelentette, hogy az AVE maximális kereskedelmi üzemi sebessége minden vonalon 300 km/h lesz. 2011 októberében ennek ellenére a sebességet 310 km/h-ra emelték a vasútvonal egyes szakaszain. A sebességet 2011-től visszaállították az eredeti 300 km/h sebességre.

## Használata
Az előrejelzések szerint az AVE jelentősen kiváltja majd a légi közlekedést a Barcelona-Madrid útvonalon (hasonlóan az Eurostarhoz a London-Párizs/London-Brüsszel útvonalon és a francia TGV-hez a Párizs-Lyon útvonalon). Valóban, 2017 végére a vonal már a forgalom 63%-át vette át, és ennek nagy részét a repülőgépektől szerezte meg. 2007-ben néhány évvel korábban a Madrid-Barcelona útvonal volt a világ legforgalmasabb légi utasforgalmi útvonala, heti 971 menetrend szerinti járattal (mindkét irányban). A Madrid és Sevilla között utazók több mint 80%-a használja az AVE-t, kevesebb mint 20%-uk utazik repülővel.

## Kritika
A Madrid-Barcelona vonal építése során kritikák fogalmazódtak meg. A KPMG tanácsadó cég által készített kritikus jelentés, amelyet az ADIF (Administrador de Infraestructuras Ferroviarias) rendelt meg a Közmunkaügyi Minisztérium (Ministerio de Fomento) megbízásából 2004. június 23-án, a mélyreható tanulmányok hiányát és a munkálatok elhamarkodott kivitelezését jelölte meg az AVE vonal építését kísérő problémák legfontosabb okaként. Például a Barcelona melletti AVE-alagút építése során számos közeli épületet károsított egy víznyelő, amely az egyik elővárosi vasútállomás közelében keletkezett, és megrongálta annak egyik peronját. A híres barcelonai Sagrada Familia templom építési bizottsága lobbizott az alagút áthelyezése érdekében - az alagút ugyanis méterekre van a hatalmas templom alapjaitól. Ugyancsak az UNESCO által elismert, szintén Antoni Gaudí által tervezett Casa Milà közelében halad el.
Továbbá 2005-ig a Siemens és a Talgo/Bombardier szerelvényei nem teljesítették a tervezett sebességcélokat, bár a RENFE új S102-es vonatainak homologizációs tesztjei során egy Talgo 350 sorozatú szerelvény (AVE S-102) 2006. június 25-26-án éjjel 365 km/h sebességet ért el, 2006 júliusában pedig egy Siemens Velaro szerelvény (AVE S-103) elérte a valaha Spanyolországban elért legnagyobb vasúti végsebességet: a 403,7 km/h-t. Ekkor ez a spanyolországi vasúti járművek rekordja és a nem módosított, kereskedelmi forgalomban közlekedő motorvonatok világrekordja is volt egyszerre, mivel a korábbi TGV és Intercity Express rekordokat speciálisan módosított és rövidített motorvonatokkal érték el, az 1996-os 443 km/h-s Sinkanszen-rekordot pedig egy teszt (nem kereskedelmi) motorvonattal érték el.

## Franciaországi kiterjesztés

### Barcelona és Figueres között
A Barcelonából Figuresig vezető hosszabbítást eredetileg 2009-ben tervezték megnyitni, de csak 2013. január 7-én nyílt meg. Egyes Madrid-Barcelona járatok Gironán keresztül Figueres-Vilafant vasútállomásig közlekednek. Ez a Perpignan-Barcelona nagysebességű vasútvonal 131 kilométeres Barcelona-Figueres szakaszának elkészültével vált lehetővé, amely először kötötte össze a spanyol AVE nagysebességű hálózatot a francia TGV nagysebességű hálózattal. Késett a négy kilométeres gironai alagút építése, amelynek első szakasza 2010 szeptemberében készült el, és viták voltak a barcelonai Sants és Sagrera állomások közötti útvonallal kapcsolatban. 2013 januárjától naponta nyolc vonat közlekedik Madridból, amelyek Figueres Vilafantban csatlakoznak a Párizsba tartó két TGV-járathoz.

### Figueres és Perpignan között
Ez egy nemzetközi nagysebességű vasúti szakasz Franciaország és Spanyolország között. A szakasz két várost köt össze a határ ellentétes oldalán, a franciaországi Roussillonban található Perpignant és a spanyolországi Katalóniában található Figuerest. A szakasz egy 44,4 kilométeres vasútvonalból áll, amely a 8,3 kilométeres Perthus-alagúton keresztül, a Perthus-hágó alatt szeli át a francia-spanyol határt, és a szakasz a nagysebességű vonatok és a teherszállítás számára is elérhető. Az építkezés 2009 februárjában fejeződött be, bár a járatok nem közlekedtek addig, amíg a vonalon Figueresnél meg nem épült egy állomás. 2015 márciusától naponta közlekedő TGV járat köti össze Párizst Perpignan-Figueres-en keresztül Barcelona Sants-szal, 2 pár járattal, valamint közlekedik még néhány egyéb, Lyon, Marseille és Toulouse irányába közlekedő járat.

## Járművek
- 16 db AVE 103 sorozat
- 16 db Talgo 350 sorozat

## Forgalom
| Vonatnem                        | <<                      | >>                      | Útvonal | Vasúti jármű  | Menetidő                         |
| ------------------------------- | ----------------------- | ----------------------- | --- | ------------- | -------------------------------- |
| TGV                             | Barcelona-Sants         | Paris Gare de Lyon      | Gerona • Figueras-Vilafant • Perpiñán • Narbona • Beziers • Montpellier Saint-Roch • Nîmes • Valence TGV | TGV Duplex    | 6:25 h                           |
| AVE-TGV                         | Barcelona-Sants         | Lyon-Part Dieu          | Gerona • Figueras-Vilafant • Perpiñán • Narbona • Beziers • Montpellier Saint-Roch • Nimes | S100          | 4:53 h                           |
| AVE-TGV                         | Barcelona-Sants         | Toulouse-Matabiau       | Gerona • Figueras-Vilafant • Perpiñán • Carcasona | TGV Duplex    | 3:11 h Csak áprilistól októberig |
| AVE-TGV                         | Madrid-Puerta de Atocha | Marseille-Saint-Charles | Barcelona • Gerona • Figueras-Vilafant • Perpiñán • Narbona • Beziers • Montpellier Saint-Roch • Nimes • Aviñón TGV • Aix-en-Provence TGV | S100          | 7:00h                            |
| AVE                             | Madrid-Puerta de Atocha | Barcelona-Sants         | Guadalajara-Yebes • Zaragoza-Delicias • Lérida Pirineos • Camp de Tarragona | S103          | 3:10 h                           |
| AVE                             | Madrid-Puerta de Atocha | Barcelona-Sants         | Calatayud • Zaragoza-Delicias • Lérida Pirineos • Camp de Tarragona | S103          | 3:10 h                           |
| AVE                             | Madrid-Puerta de Atocha | Barcelona-Sants         | Calatayud • Zaragoza-Delicias • Camp de Tarragona | S100, S103    | 2:50 h                           |
| AVE                             | Madrid-Puerta de Atocha | Barcelona-Sants         | Zaragoza-Delicias | S103          | 2:45 h                           |
| AVE                             | Madrid-Puerta de Atocha | Barcelona-Sants         | megállók nélkül | S103, S112    | 2:30 h                           |
| AVE                             | Madrid-Puerta de Atocha | Zaragoza-Delicias       | megállók nélkül | S103, S100    | 1:20 h                           |
| AVE                             | Madrid-Puerta de Atocha | Huesca                  | Guadalajara-Yebes • Calatayud • Zaragoza-Delicias • Tardienta | S102          | 2:15 h                           |
| AVE                             | Madrid-Puerta de Atocha | Huesca                  | Zaragoza-Delicias | S102          | 2:05 h                           |
| AVE                             | Barcelona-Sants         | Sevilla-Santa Justa     | Camp de Tarragona • Lérida Pirineos • Zaragoza-Delicias • Ciudad Real • Puertollano • Córdoba Central | S112          | 5:39 h                           |
| AVE                             | Barcelona-Sants         | Málaga-María Zambrano   | Camp de Tarragona • Lérida Pirineos • Zaragoza-Delicias • Ciudad Real • Puertollano • Córdoba Central • Puente Genil-Herrera • Antequera-Santa Ana | S112          | 5:43 h                           |
| Avant                           | Barcelona-Sants         | Lérida Pirineos         | Camp de Tarragona | S114          | 1:15 h                           |
| Avant                           | Barcelona-Sants         | Figueras-Vilafant       | Gerona | S103          | 54 perc                          |
| Avant                           | Zaragoza-Delicias       | Calatayud               | megállók nélkül | S104          | 30 perc                          |
| Szolgáltatások nyomtávváltással |                         |                         | |               |                                  |
| Vonatnem                        | <<                      | >>                      | Útvonal | Vasúti jármű  | Nyomtávváltás                    |
| Alvia                           | Madrid-Puerta de Atocha | Pamplona                | Guadalajara-Yebes • Calatayud • Tudela de Navarra és Tafalla | S120          | Plasencia de Jalón               |
| Alvia                           | Madrid-Puerta de Atocha | Logroño                 | Guadalajara-Yebes • Calatayud • Tudela de Navarra • Alfaro • Calahorra | S120          | Plasencia de Jalón               |
| Alvia                           | Barcelona-Sants         | Hendaya/Bilbao-Abando   | Camp de Tarragona • Lérida Pirineos • Zaragoza Delicias • Tudela de Navarra • Paradas rama Irún: Tafalla • Pamplona • Zumárraga • San Sebastián/Donostia Paradas rama Bilbao: Logroño • Miranda de Ebro | S120          | Zaragoza-Delicias                |
| Alvia                           | Barcelona-Sants         | Pamplona                | Camp de Tarragona • Lérida Pirineos • Zaragoza Delicias • Tudela de Navarra és Tafalla | S120          | Zaragoza-Delicias                |
| Alvia                           | Barcelona-Sants         | Vigo-Guixar             | Camp de Tarragona • Lérida Pirineos • Zaragoza-Delicias • Tudela de Navarra • Castejón • Tafalla • Pamplona • Vitoria-Gasteiz • Miranda de Ebro • Burgos-Rosa de Lima • Palencia • Sahagún • León • Astorga • Bembibre • Ponferrada • El Barco de Valdeorras • A Rua-Petín • San Clodio-Quiroga • Monforte de Lemos • Orense-Empalme • Porriño • Redondela             | S120          | Zaragoza-Delicias                |
| Alvia                           | Barcelona-Sants         | La Coruña               | Camp de Tarragona • Lérida Pirineos • Zaragoza Delicias • Tudela de Navarra • Castejón de Ebro • Tafalla • Pamplona • Vitoria-Gasteiz • Miranda de Ebro • Burgos-Rosa de Lima • Palencia • Sahagún • León • Astorga • Bembibre • Ponderrada • El Barco de Valdeorras • La Rúa-Petín • San Clodio-Quiroga • Monforte de Lemos • Orense-Empalme • Santiago de Compostela | S130          | Zaragoza-Delicias                |
| Alvia                           | Barcelona-Sants         | Gijón                   | Camp de Tarragona • Lérida Pirineos • Zaragoza-Delicias• Tudela de Navarra • Tafalla • Pamplona • Vitoria • Miranda de Ebro • Burgos-Rosa de Lima• Palencia • Sahagún • León • La Robla • Pola de Lena • Mieres-Puente • Oviedo | S130          | Zaragoza-Delicias                |
| Trenhotel                       | Barcelona-Sants         | Gijón-Cercanías         | Camp de Tarragona • Lérida-Pirineos • Zaragoza-Delicias • Tudela de Navarra • Castejón • Calahorra • Logroño • Miranda de Ebro • Burgos-Rosa de Lima • Palencia • Sahagún • León • Oviedo és Gijón-Jovellanos | Talgo VII     | Zaragoza-Delicias                |
| Trenhotel                       | Barcelona-Sants         | Vigo-Guixar • La Coruña | Camp de Tarragona • Lérida-Pirineos • Zaragoza-Delicias • Logroño • Burgos-Rosa de Lima • Palencia • León • Astorga • Ponferrada • El Barco de Valdeorras • A Rua-Petín • San Clodio-Quiroga • Monforte de Lemos • A vigoi ág megállói: Orense-Empalme • Porriño és Redondela • Paradas rama Coruña: Sarria • Lugo • Guitiriz • Curtis és Betanzos-Infesta             | Trenhotel VII | Zaragoza-Delicias                |